# Klaus Wachtel
Klaus Wachtel (* 27. August 1937 in Döbeln) ist ein deutscher Althistoriker und Epigraphiker.

## Leben
Nach dem Umzug 1947 von Döbeln nach Dresden und dem Abschluss der Grundschule besuchte er von 1951 bis 1955 die Kreuzschule. Anschließend studierte er von 1955 bis 1958 Klassische Philologie und Alte Geschichte an der Humboldt-Universität in Berlin und von 1958 bis 1960 an der Universität Jena.  Die sich anschließende berufliche Laufbahn erfolgte ausschließlich an der Berliner Akademie der Wissenschaften (Deutsche Akademie der Wissenschaften, später Akademie der Wissenschaften der DDR, nach der Wende Berlin-Brandenburgische Akademie der Wissenschaften), zunächst als Mitarbeiter am Corpus Inscriptionum Latinarum (CIL), ab 1972 als Leiter der Ausgrabung des Kastell Iatrus in Bulgarien, an der er schon während der Kampagnen 1966, 1968 und 1970 teilgenommen hatte. Ab der Kampagne 1966 wurde das epigraphische Fundmaterial von ihm aufgenommen, bearbeitet und in den Bänden II (1982), IV (1991) und VI (2007) der Reihe Iatrus-Krivina veröffentlicht. 1965 promovierte er an der Humboldt-Universität und 1970 folgte dort auch seine Habilitation. 1979 wurde er zum korrespondierenden Mitglied des Deutschen Archäologischen Instituts (DAI) und 1991 in die Kommission für Alte Geschichte und Epigraphik des DAI gewählt und zugleich als dessen ordentliches Mitglied aufgenommen.
Während des Prozesses der deutschen Wiedervereinigung wurde er 1990 von den Mitarbeitern zum Leiter des Wissenschaftsbereiches Griechisch-römische Geschichte des Zentralinstituts für Alte Geschichte und Archäologie (ZIAGA) der Akademie gewählt als Nachfolger von Gert Audring. In dieser Funktion war er bis zur Auflösung der Akademie am Jahresende 1991 tätig.
Seit 1965 war er Mitarbeiter an der Prosopographia Imperii Romani (PIR), Mitherausgeber und ab 1992 Leiter der Arbeitsstelle PIR an der Berlin-Brandenburgischen Akademie der Wissenschaften. Nach der Pensionierung war er von 2002 bis 2009 als freier Mitarbeiter an der PIR und Mitherausgeber tätig. Außerdem befasste er sich mit Untersuchungen zu den Herausgebern der PIR Arthur Stein und Edmund Groag sowie zur Geschichte der Grabung Kastell Iatrus.

## Auszeichnungen
- 1982 Leibniz-Medaille der Akademie der Wissenschaften der DDR für die Mitarbeiter der Ausgrabung am Kastell Iatrus[1]

## Schriften (Auswahl)
- Freigelassene und Sklaven in der staatlichen Finanzverwaltung der römischen Kaiserzeit von Augustus bis Diokletian. Berlin 1966 (Dissertation).
- mit Burkhard Böttger, Bernhard Döhle: Bulgarien. Eine Reise zu antiken Kulturstätten. Berlin 1971. ²1977.
- Die Inschriften. In: Iatrus-Krivina. Band II: Ergebnisse der Ausgrabungen 1966–1973. Berlin 1982, S. 237–242.
- Die Inschriften. In: Iatrus-Krivina. Band IV: Ergebnisse der Ausgrabungen 1975–1981. Berlin 1991, S. 207–211.
- Die Inschriften. In: Iatrus-Krivina. Band VI: Ergebnisse der Ausgrabungen 1992–2000. Mainz am Rhein 2007, S. 305–327.
- Prosopographia Imperii Romani
  - pars V 3 (Buchstaben N, O), 1987, ed. Leiva Petersen adiuvantibus Jan Burian, Klaus-Peter Johne, Ladislaus Vidman, Klaus Wachtel
  - VI (Buchstabe P), 1998, edd. Leiva Petersen, Klaus Wachtel adiuvantibus ...
  - pars VII 1 (Q, R), 1999, ed. Klaus Wachtel adiuvantibus ...
  - pars VII 2 (S), 2006, edd. Matthaeus Heil, Klaus Wachtel adiuvantibus ...
  - pars VIII 2 (V-Z), 2015, edd. Werner Eck, Matthäus Heil, Johannes Heinrichs adiuvante Klaus Wachtel
- Prof. Edmund Groag (1873–1945). Zu den Vorfahren dieses jüdisch-österreichischen Althistorikers. In: Tyche 25, 2010, S. 173–183.
- Arthur Stein (1871–1950) und Edmund Groag (1873–1945). Zwei jüdische Gelehrtenschicksale in Wien und Prag. In: Karel Hruza (Hrsg.): Österreichische Historiker. Band 2, Wien/Köln/Weimar 2012, S. 129–167.
- Aus der Geschichte der Grabung Iatrus-Krivina. Menschen und Ereignisse. In: Gerda von Bülow (Hrsg.): Kontaktzone Balkan, KVF 20, Bonn 2015, S. 237–259.
- mit Gerda von Bülow: Zur Geschichte der Grabung Iatrus-Krivina. In: Limes XXII. Proceedings of the 22nd International Congress of Roman Frontier Studies Ruse 2012, Sofia 2015, S. 203–215.